# Cattleya cernua
Cattleya cernua er en orkideart, som først blev beskrevet af John Lindley. Cattleya cernua indgår i slægten Cattleya, og gøgeurt-familien. Der kendes ingen underarter i Catalogue of Life.

## Eksterne links
- Wikimedia Commons har flere filer relateret til Cattleya cernua

- Wikispecies har taksonomi med forbindelse til  Cattleya cernua

| Biologi | Spire Denne artikel om biologi er en spire som bør udbygges. Du er velkommen til at hjælpe Wikipedia ved at udvide den. |